# Hyakkai zukan

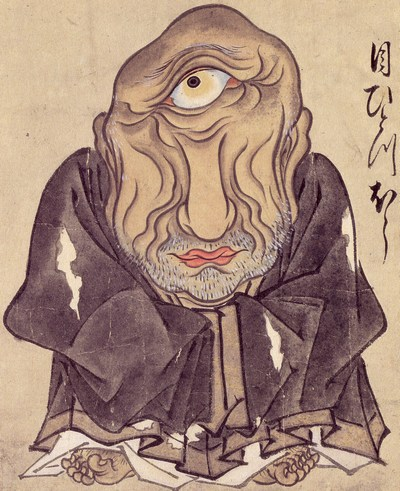
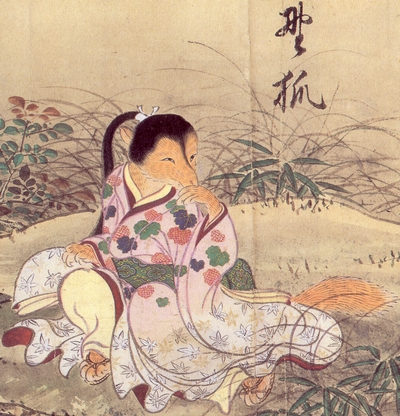
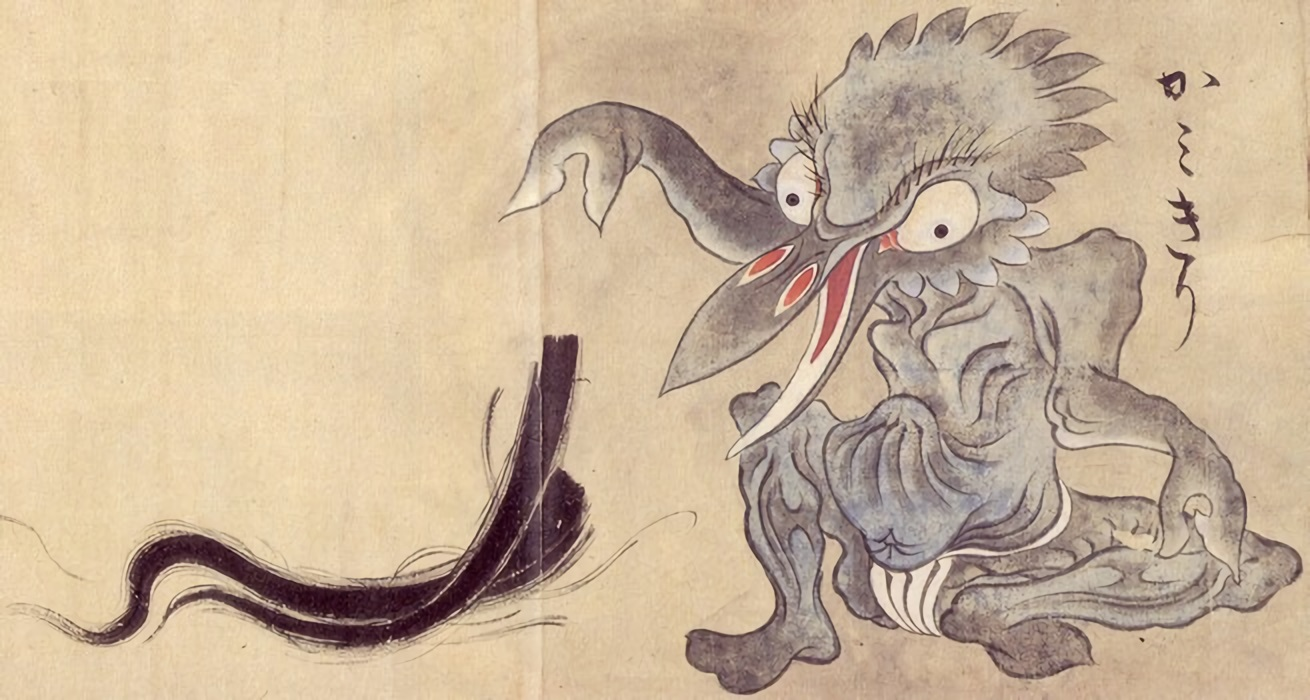
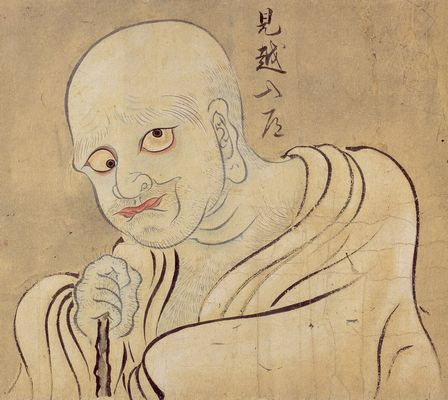
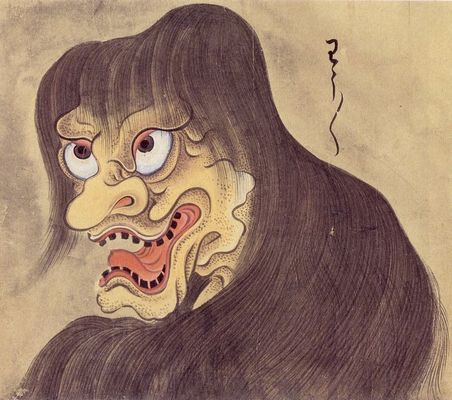
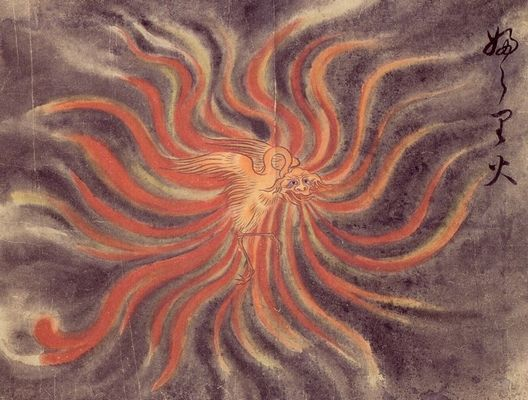
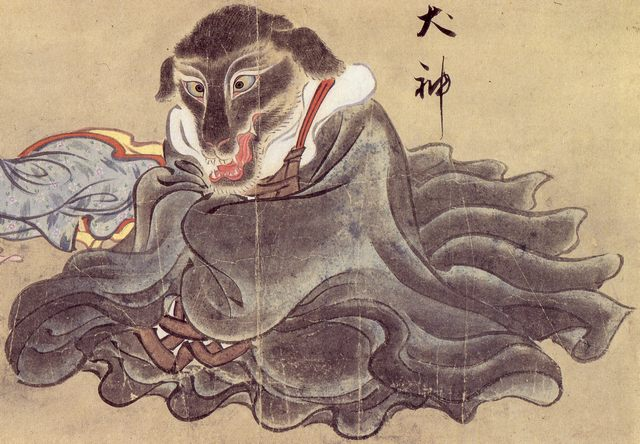
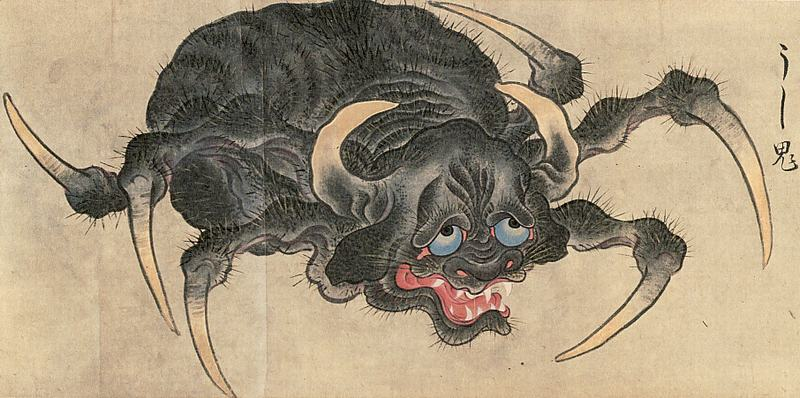
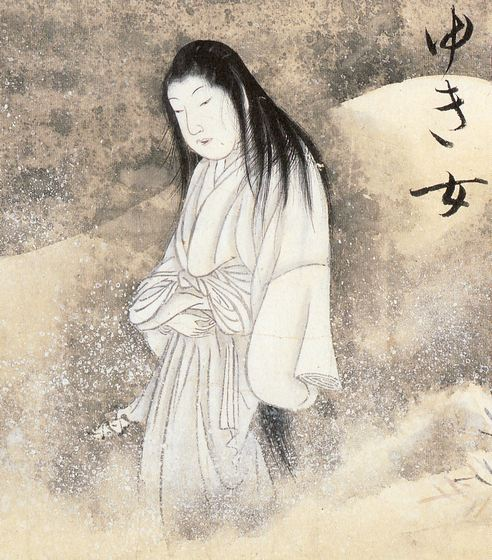
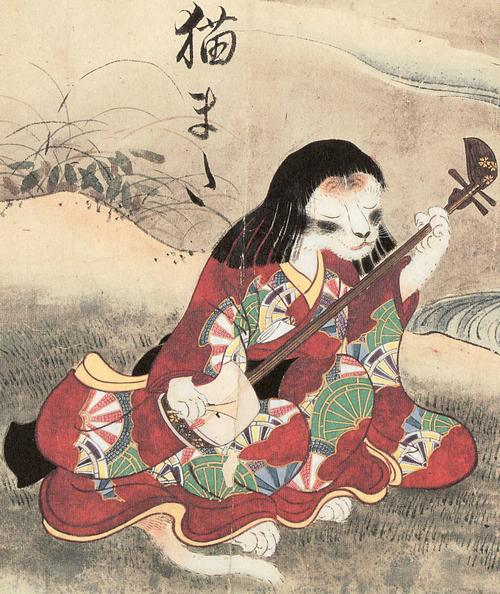
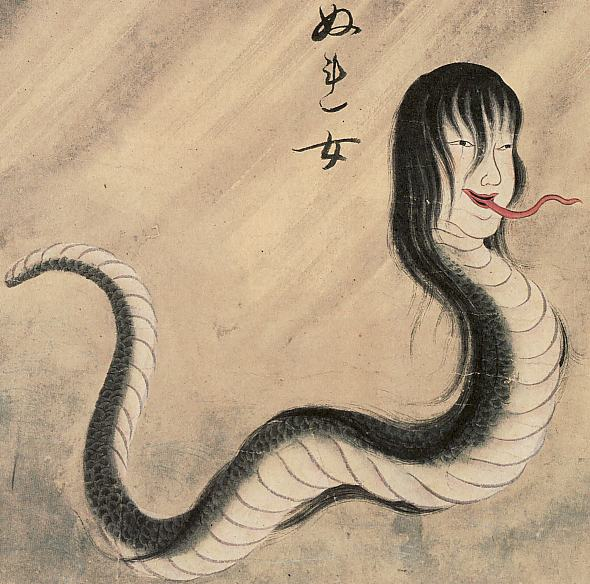
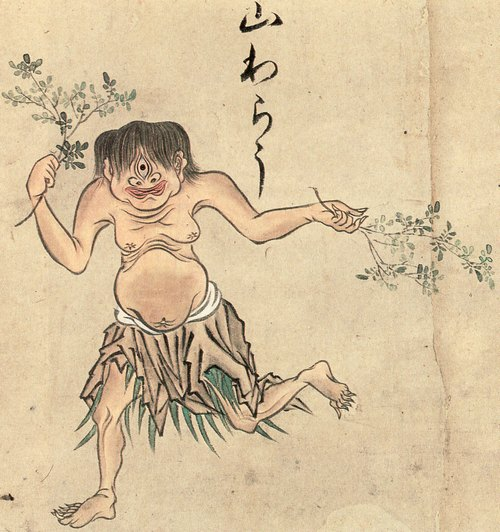
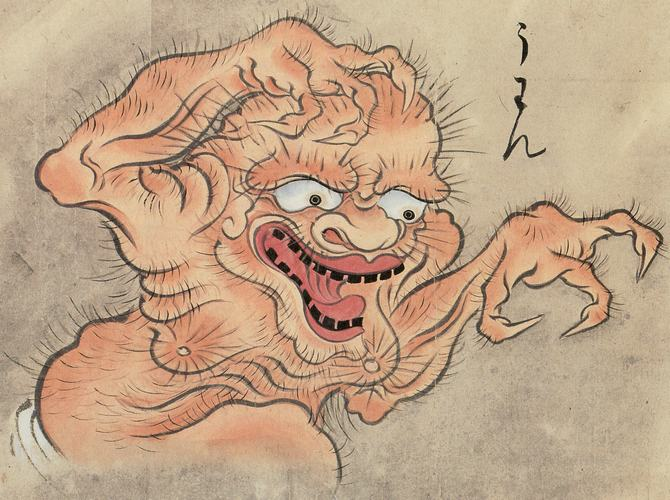
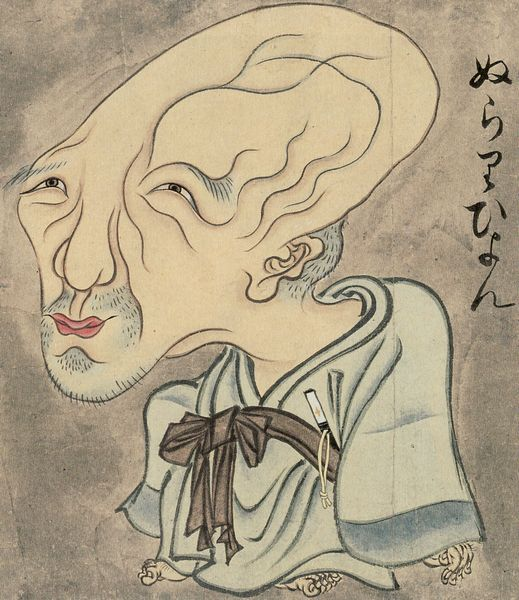

Hyakkai zukan (百怪図巻, littéralement « rouleaux de dessins de cent yōkai ») est une série de rouleaux illustrés peints durant l'époque d'Edo par l'artiste Sawaki Sūshi (佐脇 嵩之). Achevés en 1737, ces parchemins représentent un bestiaire surnaturel : fantômes, esprits et divers monstres dont les descriptions sont issues de la littérature, du folklore, et d'autres illustrations. Ces travaux ont eu une forte influence sur l'imagerie des yōkai au Japon sur plusieurs générations, par exemple l'artiste Toriyama Sekien,.
- Mehitotsubō (目一つ坊?)
- Nogitsune (野狐?)
- Kamikiri (髪切り?)
- Mikoshi-nyūdō (見越入道?)
- Oni (苧うに?)
- Furaribi (ふらり火?)
- Inugami' (犬神?)
- Ushi-oni (牛鬼?)
- Yuki-onna (雪女?)
- Nekomata (猫又?)
- Nure-onna (濡女?)
- Yamawaro (山童?)
- Uwan (うわん?)
- Nurarihyon (ぬらりひょん?)